# Siebenseegebiet
Das Siebenseegebiet ist ein Zufluss des Köthener Sees auf der Gemarkung der Gemeinde Märkisch Buchholz im Landkreis Dahme-Spreewald in Brandenburg. Sein Name leitet sich von den sieben Heideseen ab, die er entwässert.

## Verlauf
Die Heideseen sind eine kleine Seenplatte südlich des Ortsteils Köthen der Gemeinde Märkisch Buchholz. Sie sind durch kleine Meliorationsgräben miteinander verbunden. Der am tiefsten gelegenen See, der Triftsee, liegt im Nordwesten der Seenplatte. Von ihm führt der Graben Siebenseengebiet auf einer Länge von rund 590 m in nordöstlicher Richtung. Er unterquert die Köthener Dorfstraße und verläuft anschließend weitgehend in östlicher Richtung. Kurz vor dem Köthener See unterquert er die Straße zum Campingplatz und entwässert schließlich in den genannten See.